# クサフグ
クサフグ（草河豚、Takifugu alboplumbeus）は、フグ目フグ科に属する魚。名の由来は背面が緑色っぽいため。餌の横取りが上手く、そして後述の毒がある事から釣り人からは嫌われている。

## 特徴
体長は10-25cm程度。テトロドトキシン（フグ毒）が含まれる。内臓と皮膚、特に肝臓、腸、卵巣は毒性が強く、筋肉と精巣の毒性は弱い。味は淡泊で美味であり食用とされる。しかし多量に食べると毒が致死量に達する恐れがあり過食は避けるべきである。「当たったら身の終わり（美濃・尾張）になる」というだじゃれから、コモンフグやナシフグ、ヒガンフグなどと共にナゴヤフグ（名古屋フグ）とも呼ばれる。

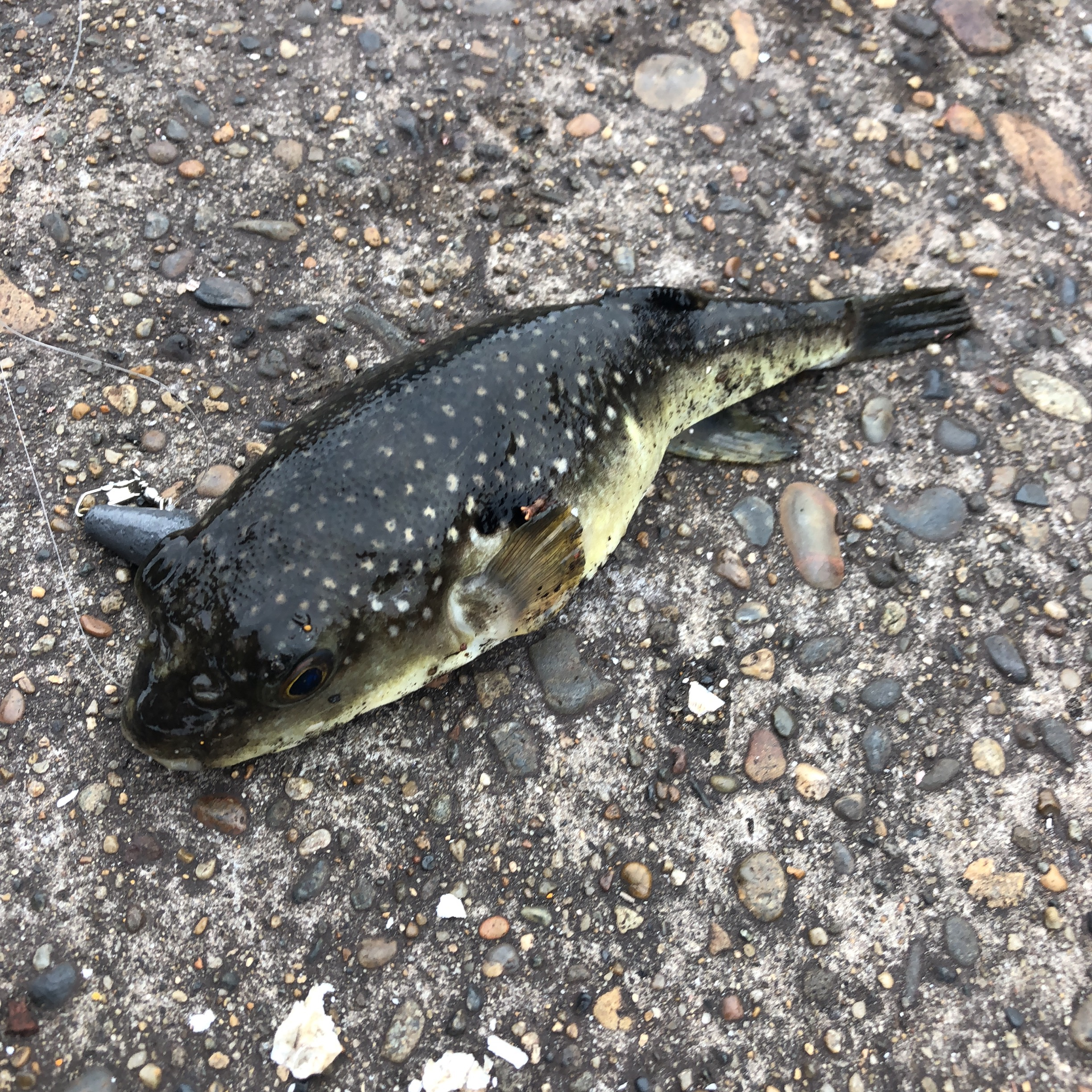
クサフグ 2018.8.6 鹿島港

皮膚は、背中は暗緑褐色で丸い小白点があり、腹面は白く、胸鰭上部と背鰭の付け根には黒色斑がある。小さな棘もある。
分布は、北海道道南から九州南岸、八丈島、沖縄諸島の一部、朝鮮半島沿岸、渤海、中国大陸沿岸、台湾など。浅い岩礁・砂地・汽水域に多く生息する。
時には河川下流域にも出現し、ほぼ塩分濃度のない真水の河川中流域まで遡上する事もあり、アユの友釣りに掛かることがある。この行動についてはまだ謎が多いが体に付いた寄生虫を退治するためと考えられている。フグは体に鱗を持たないため細菌に弱くそのため真水に入ると出てくる粘液とともに体についた細菌をはがしていると考えられている。
泳ぎ方は他のフグ科の魚と同じく、胸鰭、尻鰭、背鰭を羽ばたくようにして泳ぐ。素早くは泳げないのも他のフグ科の魚と同様。

## 産卵
5-8月の新月や満月の日に大群で押し寄せ岸で産卵する。産卵の前には産卵場所に、偵察として何匹かが現れて安全かどうかを確かめる。安全と確認したうえで産卵が始まる。クサフグの産卵はとても特徴的で、まず、メスが産卵したところにオスが一斉に放精する。それによって、波打ち際が白くにごる程になる。産卵は約一時間ほど続く。卵は 0.5 mm程で、干潮時の乾燥に耐えられるよう、殻は丈夫に出来ている。8-9日で孵化するがハゼ等に食べられてしまうことが多い。

## 別名
砂に潜る習性から、スナフグ（砂河豚）とも言われる。また、チイチイフグ、アカメフグ（赤目河豚）とも呼ばれる。